# Elena Bashkirova
Elena Dmitrievna Bashkirova (em russo:  Елена Дмитриевна Башкирова, Moscou, 1958) é uma pianista e diretora musical.
Filha do pianista e professor Dimitri Bashkirov. Estudou no Conservatório Tchaikovski. É a fundadora do Festival Internacional de Música de Câmara de Jerusalém, em 1998.
Em 1988 tornou-se a segunda esposa do maestro e pianista Daniel Barenboim. Eles se conheceram quando Daniel ainda era casado com a célebre violoncelista Jacqueline du Pré. Bashkirova também foi casada com o violinista Gidon Kremer.